# Pauly Fuemana
Pauly Lawrence Fuemana (ur. 8 lutego 1969 w Auckland, zm. 31 stycznia 2010 w North Shore City) – nowozelandzki piosenkarz, autor tekstów piosenek oraz muzyk. Były lider nowozelandzkiego duetu muzycznego OMC (Otara Millionaires Club), który był najbardziej znany na całym świecie w 1995 roku, dzięki utworowi „How Bizarre”.

## Wczesne życie
Pauly Fuemana urodził się w Auckland w Nowej Zelandii, a jego rodzicami byli Takiula i Merelyn Fuemanowie. Miał pół-niueańskie i pół-maoryskie pochodzenie. Fuemana był najmłodszy spośród czworga dzieci.

## OMC
Zespół OMC (Otara Millionaires Club) został założony przez jego starszego brata, Phillipa Fuemana. Duet muzyczny Fuemana osiągnął swoją sławę w 1995 roku, dzięki singlowi „How Bizarre”, od ich debiutanckiego albumu o tej samej nazwie.
Piosenka, która była nazwana Singlem Roku podczas rozdań nagród New Zealand Music Awards w 1996 roku, stała się hitem numerem jeden na całym świecie, w tym w Stanach Zjednoczonych, Australii, Austrii, Kanadzie, Irlandii i Nowej Zelandii. W 2002 roku, ich utwór „How Bizarre” osiągnął 71. miejsce spośród 100 największych hitów. Singiel był hitem w pozostałych krajach, a także spędził kilka tygodni jako numer jeden w wielu krajach, osiągając szczyt przez dwa tygodnie w Austrii, trzy tygodnie w Irlandii i Nowej Zelandii oraz pięć tygodni w Australii. W 2006 roku, Fuemana ogłosił upadłość zespołu.

## Śmierć
Pauly Fuemana zmarł po walce z przewlekłą zapalną poliradikuloneuropatią demielinizacyjną, ostatecznie ulegając niewydolności oddechowej w szpitalu North Shore Hospital w North Shore City w dniu 31 stycznia 2010 roku. Jego śmierć nastąpiła osiem dni przed 41. urodzinami.
Fuemana pozostawił po sobie swoją żonę, Kirstine, którą poślubił w 2002 roku. Miał pięcioro dzieci.
Pogrzeb Pauly’ego Fuemana odbył się 5 lutego 2010 roku na Pacific Island Presbyterian Church w Newton. W uroczystościach pogrzebowych uczestniczyło ponad 200 osób, m.in. raperzy Dei Hamo, Ermehn i Darryl Thompson, Alan Jansson, Simon Grigg, Nathan Haines oraz burmistrz Auckland, Len Brown.